# Cheilosia occulta
Cheilosia occulta är en tvåvingeart som beskrevs av Barkalov 1988. Cheilosia occulta ingår i släktet örtblomflugor, och familjen blomflugor. Inga underarter finns listade i Catalogue of Life.